# Årosnjarkajaure
Årosnjarkajaure är en sjö i Kiruna kommun i Lappland och ingår i Torneälvens huvudavrinningsområde. Sjön har en area på 1,11 kvadratkilometer och ligger 439,5 meter över havet.

## Delavrinningsområde
Årosnjarkajaure ingår i det delavrinningsområde (759883-160618) som SMHI kallar för Utloppet av Årosnjarkajaure. Medelhöjden är 488 meter över havet och ytan är 7,76 kvadratkilometer. Det finns inga avrinningsområden uppströms utan avrinningsområdet är högsta punkten. Vattendraget som avvattnar avrinningsområdet har biflödesordning 3, vilket innebär att vattnet flödar genom totalt 3 vattendrag innan det når havet efter 505 kilometer. Avrinningsområdet består mestadels av skog (28 procent) och kalfjäll (56 procent). Avrinningsområdet har 1,27 kvadratkilometer vattenytor vilket ger det en sjöprocent på 16,3 procent.